# Homer kacířem
Homer kacířem (v anglickém originále Homer the Heretic) je 3. díl 4. řady (celkem 62.) amerického animovaného seriálu Simpsonovi. Scénář napsal George Meyer a díl režíroval Jim Reardon. V USA měl premiéru dne 8. října 1992 na stanici Fox Broadcasting Company a v Česku byl poprvé vysílán 9. září 1994 na stanici ČT1.

## Děj
Jednoho mrazivého nedělního rána svolá Marge rodinu do kostela. Homer k její nelibosti a zděšení odmítá jít, když vidí, jaké je venku počasí, a nešťastnou náhodou si roztrhne kalhoty. Zůstane doma, kde dlouho spí, tančí ve spodním prádle, připravuje svůj speciální recept na vafle, vyhraje rozhlasovou soutěž v triviálních otázkách, sleduje akční fotbalový zápas a najde penny. Homer své štěstí přičítá tomu, že vynechal návštěvu kostela, a prohlásí, že to byl nejlepší den jeho života. Mezitím se Marge a děti na kázání třesou zimou, když se ocitnou v pasti, protože dveře kostela zamrzly. Shromáždění je nuceno zůstat v kostele déle, zatímco školník Willie rozmrazuje dveře, načež Marge zjistí, že se jí porouchalo auto. 
Když se s dětmi konečně dostane domů, snaží se Marge Homera přesvědčit, aby šel znovu do kostela. Té noci se Marge modlí za svého manžela u jejich postele. Homer se ji snaží zlákat, aby se k němu připojila v posteli, ale pak náhle usne a zdá se mu sen, v němž se mu osobně zjevuje Bůh. Bůh se na Homera rozzlobí, že opustil jeho církev, ale souhlasí, že Homera nechá uctívat po svém. Homer začne vyznávat vlastní náboženství přizpůsobené jeho osobnímu vkusu, včetně svátků, které si vymyslí, aby nemusel pracovat. 
Marge, reverend Lovejoy a Ned se neúspěšně pokoušejí přivést Homera zpět. Jednoho nedělního rána, zatímco jsou všichni ostatní v kostele, Homer usne na gauči a kouří zapálený doutník, který zapálí časopisy a nakonec zapálí celý dům. Homer se probudí, ale rychle ztratí vědomí z nadýchání kouře a omdlí. Apu, šéf springfieldského dobrovolného hasičského sboru, spěchá do domu Simpsonových s dalšími hasiči včetně Šáši Krustyho, náčelníka Wigguma a Barneyho. Ned mezitím vběhne do hořícího domu, aby zachránil Homera, a vytáhne ho ven právě ve chvíli, kdy dorazí hasiči. Po uhašení požáru Homer prohlásí, že Bůh přinášel pomstu. Reverend Lovejoy oponuje, že Bůh působil skrze Homerovy přátele, navzdory jejich rozdílné víře. Homer souhlasí, že dá kostelu ještě jednu šanci, a příští neděli tam je, přesto celou bohoslužbu hlasitě chrápe. Během snění Bůh Homera utěšuje, že jeho náboženství selhalo, a chystá se mu sdělit smysl života, když v tom začnou titulky.

## Produkce
Tato epizoda vznikla, když Al Jean poznamenal Mikeu Reissovi: „Měli jsme štěstí s Homerem, který ukradl kabel, což bylo založeno na osmém přikázání, takže bychom se mohli podívat na jiná přikázání.“. Reiss a Jean si mysleli, že Meyer jako odpadlý katolík „vnese do epizody patřičnou míru vzteku“. Meyer se při tvorbě dílu velmi bavil, protože si myslel, že většina lidí se dokáže ztotožnit s blažeností, když zůstane doma z kostela. Jedním z hlavních problémů, které Meyer při psaní tohoto dílu měl, bylo, že kdykoli Homer viděl Boha, musel usnout, takže to vypadalo jako sen. Meyer nechtěl ukázat, že se Bůh Homerovi zjevuje doslova. To mělo za následek, že během první verze epizody tolikrát usnul, že to vypadalo, jako by měl Homer narkolepsii. Tato epizoda byla také první ze 4. řady, která byla přečtena produkčnímu týmu. Ačkoli první čtení předchozích řad nebylo produkčním týmem přijato dobře, Homer kacířem se četl velmi dobře, zejména některé vizuální prvky ve třetím dějství, jako je hořící dům a Homer zachráněný Flandersem.
Jednalo se o první díl Simpsonových, na jehož animaci podílela společnost Film Roman. Do té doby Film Roman pracoval převážně na epizodách seriálů Garfield a přátelé a Bobkův svět a nebyl zvyklý na rychlost, s jakou se vyráběly díly seriálu Simpsonovi. Rychle se však přizpůsobil. Film Roman pokračoval v animování seriálu až do roku 2016. Předtím se o animaci staral Klasky Csupo.
Gag s tabulí pro tuto epizodu „Už nikdy nebudu nadávat na New Orleans.“ vznikl jako omluva obyvatelům New Orleans poté, co bylo v dílu Tramvaj do stanice Marge hudebně uraženo.
Spolu s dílem Pan Pluhař se jedná o jednu z mála televizních epizod, v nichž se výrazně objevil sníh mimo díly zaměřené na Vánoce nebo Den díkůvzdání.
Ve scéně, v níž Jimi Hendrix a Benjamin Franklin hrají v nebi vzdušný hokej, měl mít Hendrix vlastní mluvenou repliku, kterou by reagoval na Franklinovu repliku. Později během produkce byla vystřižena, protože dabér pro Hendrixe nezněl dostatečně jako Hendrix. Franklinova replika byla ponechána, protože „nikdo neví, jak zní“, zatímco Hendrix měl výrazný hlas. Náhlé utnutí hlasu Boha před tím, než odhalí smysl života, mělo být utnuto zvukovou propagací některého z pořadů stanice Fox vysílaného po Simpsonových.
Epizoda byla pozoruhodná tím, že zobrazovala Boha jako člověka, který má na každé ruce pět prstů, na rozdíl od čtyř prstů všech ostatních postav Simpsonových. V komunitě fanoušků Simpsonových se rozpoutala rozsáhlá debata o povaze a významu tohoto designu, nicméně v komentáři na DVD Reardon přiznal, že šlo o pouhé produkční nedopatření.

## Kulturní odkazy
Značka na Homerově sprchovém rádiu zní „No-Soap, Radio!“, což je název známého vtipu. Scéna, ve které Homer tančí ve spodním prádle na píseň The Royal Teens „Short Shorts“, je téměř totožná se scénou z filmu Riskantní podnik z roku 1983 s Tomem Cruisem. Hořící podlaha, která se propadá pod Flandersovýma nohama, je odkazem na film Oheň z roku 1991.

## Přijetí
V původním vysílání skončil díl v týdnu od 5. do 11. října 1992 na 36. místě ve sledovanosti s ratingem 12,0 podle agentury Nielsen, což odpovídá přibližně 11,2 milionu domácností. Byl to druhý nejlépe hodnocený pořad na stanici Fox v tomto týdnu, hned po seriálu Ženatý se závazky.
Warren Martyn a Adrian Wood, autoři knihy I Can't Believe It's a Bigger and Better Updated Unofficial Simpsons Guide, si epizodu oblíbili. Popsali ji jako „geniální díl, jenž podtrhuje vše, o čem Simpsonovi jsou. Homer nenávidí kostel, Marge chce, aby děti viděly Homera jako příklad, a nakonec všichni táhnou za jeden provaz. Dobrá věc, a jestli je Bůh opravdu takový, je to fajnšmekr.“
V roce 2012 uvedl Alan Sepinwall z HitFixu tuto epizodu jako svou nejoblíbenější díl seriálu a napsal, že „vystihuje vše, co bylo a je na seriálu skvělé: společenskou satiru, mimořádnou citovatelnost, dobrý rodinný příběh a vrozenou roztomilost navzdory Homerovým nadstandardním výstřelkům“.
Když byl Paul Lane z Niagara Gazette požádán, aby vybral svou nejoblíbenější řadu Simpsonových od první do dvacáté, vybral 4. řadu a vyzdvihl díly Velký bratr a Pan Pluhař, které označil za „vynikající“, spolu s „roztomile vtipným“ Líziným prvním slovem a Homerem kacířem.
V roce 2004 vydal server ESPN.com seznam 100 nejlepších sportovních momentů Simpsonových, v němž na 83. místě zařadil hru Benjamina Franklina a Jimiho Hendrixe ve vzdušném hokeji, scénu z této epizody.
Nathan Ditum z Total Filmu označil odkaz na film Riskantní podnik za 45. nejlepší filmovou referenci v historii seriálu.
Dan Castellaneta, dabér Homera, díl označil za svou nejoblíbenější epizodu seriálu spolu s díly Homerova dobrá víla a Lízin let do nebe.
Když se Simpsonovi začali v roce 2019 streamovat na Disney+, bývalý scenárista a výkonný producent Simpsonových Bill Oakley ji označil za jednu z nejlepších klasických simpsonovských epizod, které lze na této službě sledovat. Autoři seriálu Tatík Hill a spol. stanice Fox zařadili Homera kacířem mezi pět nejlepších dílů Simpsonových, včetně Velkého bratra, Líziny svatby, Lízina letu do nebe a Ceny smíchu.